# آلن بلوتیر
آلَن بلوتیر (به فرانسوی: Alain Blottière)، زادهٔ 1954 در نویی-سور-سن واقع در غرب پاریس، نویسنده قرن بیستم میلادی اهل فرانسه است. او در سال 2016 با انتشار رمانباتیست چگونه مرد؟ (Comment Baptiste est mort) از انتشارات گالیمار موفق به کسب جایزه دسامبر شد. موضوع این رمان اسارت یک خانوادهٔ فرانسوی به دست نیروهای بوکوحرام در کامرون است.